# Sclethrus ohbayashii
Sclethrus ohbayashii es una especie de insecto coleóptero de la familia Cerambycidae. Estos longicornios son endémicos de Célebes (Indonesia).
Mide entre 17,2 y 21 mm.